# Craugastor adamastus
Craugastor adamastus es una especie de Anura de la familia Craugastoridae.
Es endémica de Guatemala y, aunque es posible que ocurra más ampliamente, se ha observado únicamente en la vertiente norte de la porción oriental de la Sierra de las Minas a una altitud de 600-650 m s. n. m.
Su hábitat natural se conforma de bosque húmedo premontano y bosque muy húmedo premontano en estado natural. Los animales observados fueron encontrados por debajo de piedras, y en la hojarasca cerca de los arroyos.